# Roland Körner
Roland Körner (* 1972) ist ein deutscher Politiker aus St. Ingbert. Er war vom 23. November 2014 bis zum 19. November 2016 Bundesvorsitzender der Familien-Partei Deutschlands.

## Politik
Roland Körner trat 2004 in die Familien-Partei ein. Er ist seit 2010 Landesvorsitzender der Familien-Partei Saarland. Zudem ist Roland Körner Mitglied im St. Ingberter Stadtrat, in welchem er Fraktionsvorsitzender der Fraktion der Familien-Partei ist. Roland Körner wurde am 23. November 2014 zum Bundesvorsitzenden der Familien-Partei Deutschlands gewählt. Er konnte sich im ersten Wahlgang gegen die bisherige Bundesvorsitzende Maria Hartmann und einem weiteren Herausforderer durchsetzen. 2016 kandidierte er nicht mehr, und sein Nachfolger wurde Arne Gericke.
Roland Körner war Spitzenkandidat seiner Partei bei der Landtagswahl 2012 im Saarland. Für die Landtagswahl 2017 wurde er erneut zum Spitzenkandidaten gewählt. Politisch sieht Roland Körner Familien als Keimzelle der Gesellschaft, ohne die Gesellschaft zugrunde gehe. Der Dreiklang Soziale Marktwirtschaft, Sozialstaat und Generationenvertrag sei eine der sozialsten Errungenschaften der Menschheit, den die aktuelle Politik in diesem Land mit Füßen trete.

## Privates
Roland Körner wohnt in St. Ingbert. Er ist verheiratet und hat zwei Kinder.